# Varig (2006)
VRG Linhas Aéreas, também conhecida como Nova Varig, foi uma companhia aérea brasileira que surgiu após o fim das operações da antiga Varig, em 2006, e começou a operar no mesmo ano, correspondendo à parte saudável da Varig, adquirida pela Varig Log. Em Novembro de 2007, a VRG Linhas Aéreas foi vendida para a Gol Linhas Aéreas, que a manteve como uma empresa separada até o segundo semestre de 2008, quando as marcas Varig e Gol foram unificadas numa única razão social. A partir de então apenas alguns voos utilizaram o nome "VARIG", que foi sendo abandonado progressivamente. Atualmente, a logomarca oficial da companhia aérea em todas as aeronaves é a marca da GOL Linhas Aéreas.
A empresa estava sediada na Praça Comandante Linneu Gomes em São Paulo.

## História
A empresa foi fundada em Agosto de 2006 após o encerramento das atividades da Varig, correspondendo à parte economicamente saudável da companhia. Se a antiga Varig encerrasse suas operações era possível que a Varig Log também fechasse. E então os ativos foram comprados pelos mesmo grupo de empresários que havia arrematada a Varig Log meses antes.
A Nova Varig iniciou suas operações com apenas duas aeronaves remanescentes, já que as demais se encontravam bloqueadas judicialmente e se fossem utilizadas os donos da companhia poderiam ser presos.
A primeira rota retomada foi a ponte aérea Rio-São Paulo e nos meses seguintes outras rotas nacionais e internacionais foram retomadas. A empresa foi praticamente refeita do zero. Entretanto alguns fornecedores se recusavam a fornecer à nova empresa por causa de débitos que ficaram com a Antiga Varig. Ainda assim a Nova Varig se tornou a campeã em pontualidade.
Meses depois, porém, a situação do caixa se agravava. A saída foi a venda da Nova Varig, senão as duas companhias (Varig Log e Nova Varig) estariam ameaçadas.
Havia propostas de TAM, GOL e LAN pela compra da companhia. Os gestores preferiram vender para a GOL que estava disposta a comprar no ato e as outras propostas, mesmo que maiores, levariam algum tempo para se concretizar.
Sob a gestão da GOL a Varig prosseguiu independente por alguns meses retomando rotas nacionais e internacionais até que em Novembro de 2007 as estruturas das empresas foram unificadas com a Gol incorporando a razão social VRG Linhas Aereas S/A
A Marca Varig ainda pode ser vista até agosto de 2014, quando as últimas aeronaves foram pintadas nas cores da GOL. O motivo foi a crise financeira da GOL após a compra da WebJet.
Atualmente os direitos da marca Varig é de propriedade da Smiles S.A.

## Frota

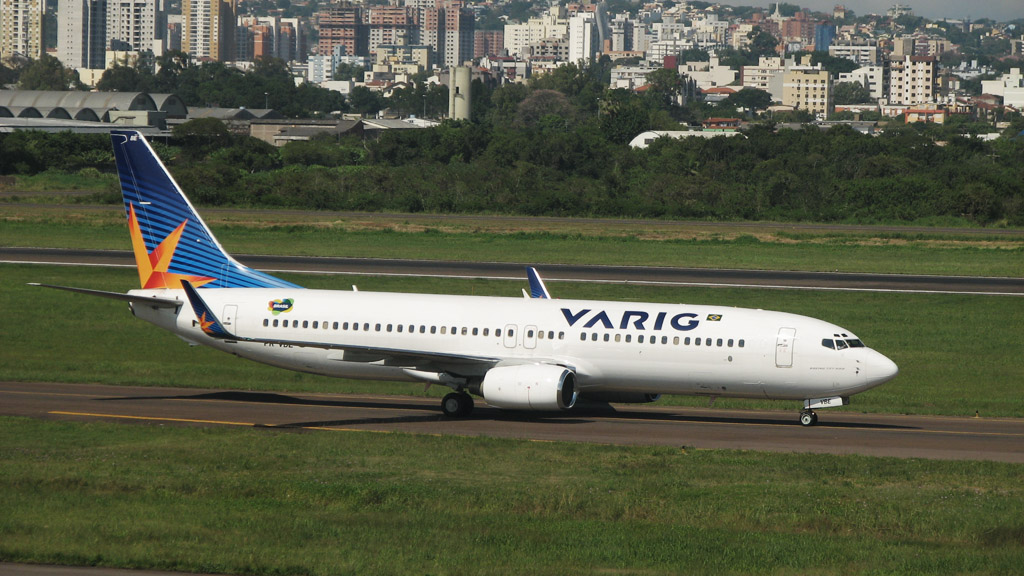
Boeing 737-800 da Varig

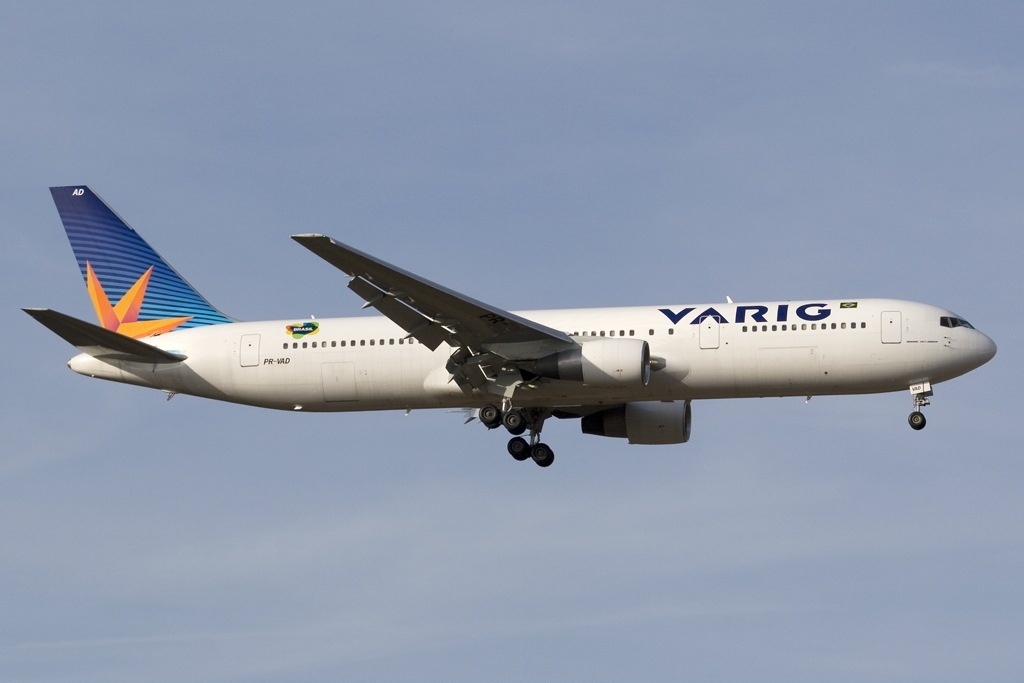
Boeing 767-300ER da Varig.

A Gol/Varig possuía uma das frotas mais modernas do país, sendo a idade média das aeronaves em operação de 7 anos.
| Aeronave                | Total | Pedidos | Passageiros         | Rotas                                                                 | Notas     |
| ----------------------- | ----- | ------- | ------------------- | --------------------------------------------------------------------- | --------- |
| Boeing 737-700          | 8     | -       | 144                 | Rotas Domésticas de Curtas e Médias durações                          |           |
| Boeing 737-800          | 11    | -       | 178/183/184/187/189 | Rotas Domésticas e Internacionais de Curtas, Médias e Longas durações |           |
| Boeing 787-8 Dreamliner | -     | 9       | -                   | Rotas Internacionais de Longas durações                               | Cancelado |
| Total de aeronaves      | 19    | 9       | -                   | -                                                                     | -         |

| Aeronave         | Total | Anos de operação |
| ---------------- | ----- | ---------------- |
| Boeing 737-300   | 16    | 2006–2012        |
| Boeing 767-200ER | 1     | 2006-2011        |
| Boeing 767-300ER | 7     | 2006-2011        |

## Compra pela Gol Transportes Aéreos
Em 9 de maio de 2007, a VRG Linhas Aéreas S/A foi comprada pela Gol Transportes Aéreos, por meio de uma subsidiária desta, a GTI S.A. A compra foi feita dessa forma para evitar a transferência das dívidas da Varig para a Gol.

## Fim da marca Varig
Em outubro de 2013, foi anunciado que a Gol iria descontinuar a marca até 2014, pintando todos os aviões da marca Varig nas cores da Gol Linhas Aéreas.